# Захажин
Захажин (пол. Zacharzyn) — село в Польщі, у гміні Ходзеж Ходзезького повіту Великопольського воєводства.
Населення — 809 осіб (2011).
У 1975-1998 роках село належало до Пільського воєводства.

## Демографія
Демографічна структура станом на 31 березня 2011 року:
|          | Загалом | Допрацездатний вік | Працездатний вік | Постпрацездатний вік |
| -------- | ------- | ------------------ | ---------------- | -------------------- |
| Чоловіки | 407     | 91                 | 287              | 29                   |
| Жінки    | 402     | 77                 | 252              | 73                   |
| Разом    | 809     | 168                | 539              | 102                  |